# Саобраћај у Швајцарској
Швајцарска је веома важна транзитна држава за људе и робу који путују ка унутрашњости Европске уније. Због свог географског положаја, Швајцарска има велики значај у међународном саобрађају са посебно добро развијеном саобраћајном инфраструктуром.
Укупна дужина железничке мреже у Швајцарској је 5.035 km, тако да Швајцарска има једну од најгушћих железничких мрежа на свету, а укупна дужина путева је 71.011 km од чега 1.638  отпада на ауто-путеве.
Најзначајнија саобраћајница Швајцарске је друмско-железнички пут који спаја северну Швајцарску са Италијом (Ауто-пут А2, Базел - Луцерн, - Лугано, - Италија; као и Ауто-пут А1 Женева, - Лозана, - Берн, - Цирих, - Санкт Гален, - Аустрија), који спаја западну Швајцарску и Француску, са истоком Европе (Аустрија).
Кроз Швајцарску тече река Рајна, важан водни пут који повезује Швајцарску са Атлантском океаном. 
Аеродроми за међународни путнички саобраћај у Швајцарској су у Цириху, Базелу и у Женеви.

## Железнички саобраћај
Швајцарска има једну од најгушћих железничких мрежа (са око 3.652 km пруга) на свету, од чега само 11 km није електрификовано. Са укупном дужином од 3.007 km, Савезне Железнице Швајцарске (СББ) (нем. Schweizerische Bundesbahn) повезује и најудаљеније делове Швајцарске, искључиво на стандардним колосеку. Остатак железничке мреже се налази у рукама других железничких компанија, делом на стандардном колосеку (1435mm), али већином на уском колосеку (поготово је развијена мрежа на метарском колосеку, али су заступљене и друге колосечне ширине). Просечно сваки Швајцарац или Швајцаркиња, вози се 47 пута возом на просечној дужини од 42 km, чиме су Швајцарци, после Јапанаца, нација која се највише превози возом.
У току је градња тунела Готард-Базиз који ће након завршетка изградње, са најдужим појединачним прокопом од 57 km и укупном дужином од преко 100 km, бити најдужи тунел на свету.

## Друмски саобраћај
Швајцарска влада издваја доста средстава за улагања у друмски саобраћај. Већ данас, мрежа ауто-путева Швајцарске је једна од најразвијених на свету. Већина становника живи мање од 10 km од најближег излаза на ауто-пут. Дужина свих путева износи 71.011 km, од чега 1.638  отпада на ауто-путеве. Ауто-путеви и други путеви означени зеленим знаковима потпадају под режим обавезне наплате путарине која се остварује кроз куповину одговарајуће вињете за жељени временски период.
Погледајте: Ауто-путеви Швајцарске

## Ваздужни саобраћај
Због свог географског положаја, Швајцарска има велики значај у међународном ваздушном саобрађају (главни аеродром Швајцарске је Међународни аеродром Цирих). У Швајцарској постоји преко 60 аеродрома, како асфалтираних тако и они спортског карактера. Највећи аеродроми Швајцарске се налазе у Цириху, Базелу и Женеви. Посебну занимљивост представља чињеница да се Аеродром Базела налази на територији Француске.